# NGC 1896
NGC 1896 je otvoreni skup u zviježđu Kočijašu. 

## Vanjske poveznice
- SEDS: NGC 1896